# Trichocentrum lanceanum
La Trichocentrum lanceanum  es una especie de orquídea epifita. Es nativa de Brasil y Paraguay.

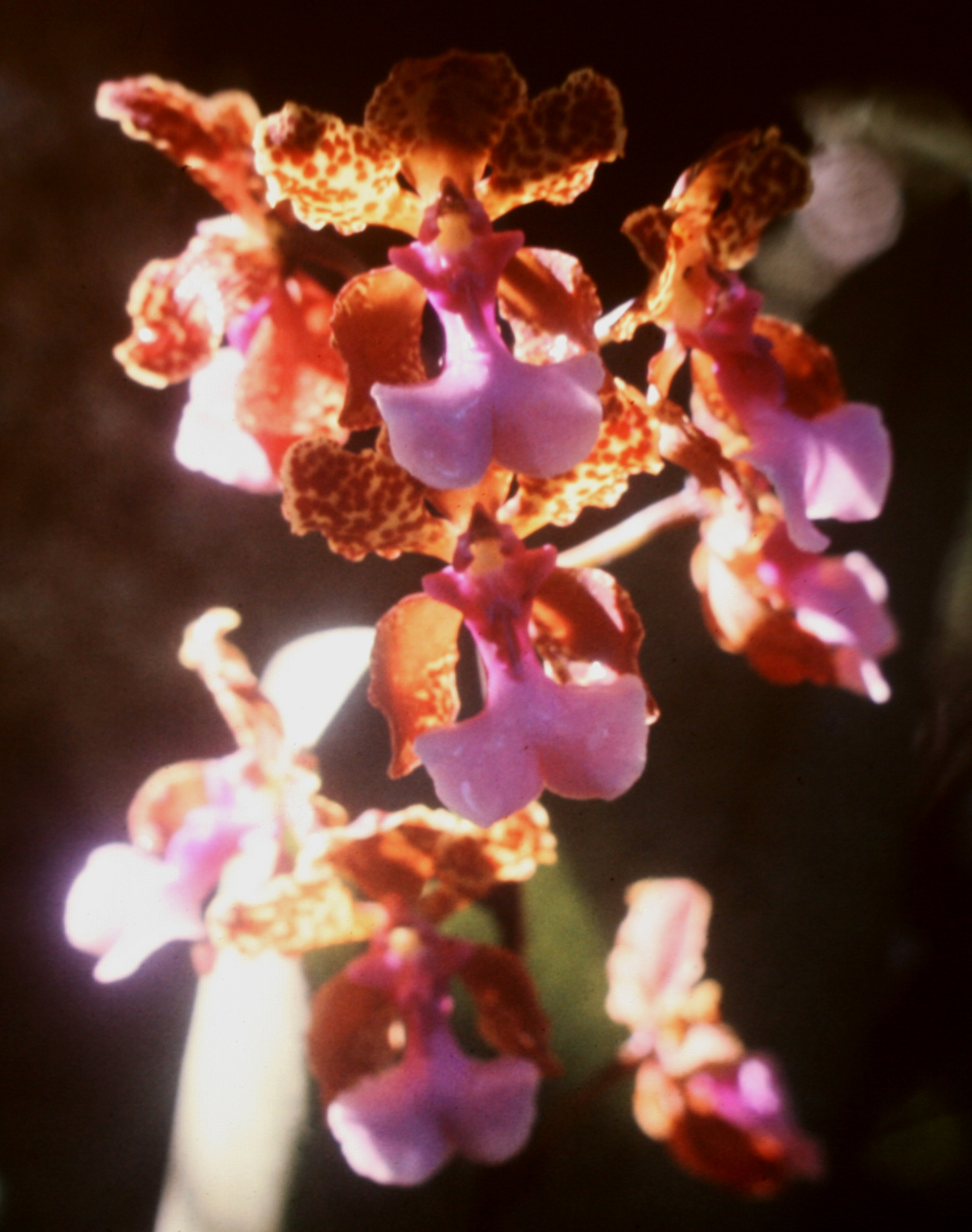
Flores

## Descripción
Es una orquídea de tamaño medio, son plantas que carecen o tienen pseudobulbos diminutos llevando una sola hoja apical, coriácea, oblongo-lanceolada, de color verde manchado de púrpura. Florece en el verano y otoño, con flores de colores, fragantes, cerosas, de larga duración, sobre una inflorescencia basal, de 45 cm de largo, con10 a 12 flores, en una panoja fuerte con vainas de color marrón. 

## Distribución y hábitat
Se encuentra en Ecuador, Colombia, Venezuela, Paraguay, Brasil, Trinidad y Guyana en alturas de 300 a 500 metros.

## Taxonomía
El género fue descrito por (Lindl.) M.W.Chase & N.H.Williams y publicado en Lindleyana 16(2): 137. 2001.
Sinonimia
- Lophiaris fragrans Raf. (1838)
- Lophiaris lanceana (Lindl.) Braem (1993)
- Oncidium lanceanum Lindl.[2]